# 大阪電気軌道デボ301形電車
大阪電気軌道デボ301形電車（おおさかでんききどうデボ301がたでんしゃ）は、大手私鉄・近畿日本鉄道（近鉄）の前身である大阪電気軌道（大軌）が製作した旅客用電車である。のち近鉄に引き継がれ、近鉄モ400形となった。
本項では、改番時に近鉄モ400形とされたデボ103形・デボ208形・デボ211形についても記す。

## デボ301形

### 概要
大軌最初の半鋼製車であるデボ211形に引き続き、急行用として1928年7月にデボ301 - 302が、1929年3月にデボ303 - 306が、1930年7月にデボ307 - 308、1932年3月にデボ309 - 312の計12両が製造された。デボ301・302以外はデボ61形からの鋼体化により製造され、主要機器などはデボ61形から流用されている。
製造はデボ301 - 302が藤永田造船所、デボ303 - 312が日本車輌である。

### 車体
15 m級の半鋼製車体を持ち片側2扉・片運転台車となっている。運転台の向きは奇数車が奈良向き、偶数車が大阪向きである。正面は非貫通3枚窓であり、連結面側は貫通となっている。窓配置はデボ301 - 302がd3D6D3となっており1段下降窓、デボ303 - 306についてはデボ301 - 302と窓配置は同じながら2段上昇式に、デボ307 - 312は広窓となりd2D5D2の2段上昇窓となっている。デボ307以降の車両については窓の広幅となっている。また最初に製造されたデボ301 -　302については木造車の名残でトラス棒がついていたが、デボ303以降は廃止されている。

### 主要機器
機器流用車、新造車とも同じで、主電動機は105馬力(78.33kW)のゼネラル・エレクトリック(GE)社製GE-240B形4基搭載であり吊り掛け式で装架、台車も同様のアメリカのボールドウィン社製BW-78-25Aである。制御器は301・302がGE社製のPC形、それ以外はMK総括式を採用した 。ブレーキについてはそれまでの車両と同じくGE社製非常直通ブレーキを装備した。

## デボ103形

### 概要
1935年に瓢箪山駅で事故にあったデボ61形63・67に対し、復旧を兼ねて鋼体化をした車両で、その後同年に90・93 - 96の5両も同型の車体により鋼体化された。番号の変更歴は下記の通り。
デボ61形63・67・90・93 - 96 → デボ103形103 - 109
車体の製造は川崎車輛となっている。

### 車体
15 m級の車体を持ち片側2扉であるが両運転台・両貫通車であった。窓配置はd3D5D3dであり2段上昇窓となっている。

### 主要機器
デボ61形の機器を流用していることから、主電動機は105馬力(78.33kW)のゼネラル・エレクトリック(GE)社製GE-240B形4基搭載であり吊り掛け式で装架、台車も同様のアメリカのボールドウィン社製BW-78-25Aである。ブレーキについてはGE社製非常直通ブレーキを装備している。制御器についてはGE社製のMKを採用した。

## デボ208形

### 概要
1925年に製造されたデボ201形のうち、デボ208 - 210を1935年に川崎車輛にて鋼体化したものである。車体はデボ103形と同じであるが、足回りはデボ201形のものであったことから制御器が異なっている。

### 車体
デボ103形と同じく15 m級の車体を持ち片側2扉の両運転台・両貫通車であった。窓配置はd3D5D3dであり2段上昇窓となっている。

### 主要機器
デボ201形と同じく主電動機は105馬力(78.33kW)のゼネラル・エレクトリック(GE)社製GE-240B形4基搭載であり吊り掛け式で装架、台車も同様のアメリカのボールドウィン社製BW-78-25Aである。ブレーキについてはGE社製非常直通ブレーキを装備している。制御器はGE社のPC形自動加速タイプとなっている。

## デボ211形

### 概要
デボ201形の増備車、また大軌最初の半鋼製車として登場した車両である。普通列車向けとして1928年4月にデボ211 - 214が藤永田造船所で、215が1929年3月に日本車輌で製造された。

### 車体
デボ201形のスタイルを受け継ぎ、15 m級の半鋼製・丸屋根・両運転台車である。窓配置はdD6D6Ddの3扉車であり、デボ211 - 214が1段下降窓、デボ215は2段上昇窓となっている。最初に製造されたデボ211 - 214については木造車の名残であるトラス棒が存在していたが、デボ215では省略されている。また、当初は前面にカウキャッチャーを取り付けていたが、すぐに取り外された。

### 主要機器
先に製造されたデボ201形と同じく主電動機は105馬力(78.33kW)のゼネラル・エレクトリック(GE)社製GE-240B形4基搭載であり吊り掛け式で装架、台車も同様のアメリカのボールドウィン社製BW-78-25Aである。ブレーキについてはGE社製非常直通ブレーキを装備している。制御器はGE社のPC形自動加速タイプとなっている。

## モ400形への改番
1942年の称号改正で番号はそのまま、記号をデボ→モに変更している。
1950年の称号形式整理の時に、主電動機がGB-240Bの半鋼製車であったモ301形・モ103形・モ208形・モ211形はいずれもモ400形に改番された。
モ301形モ301 - 304・307 - 312 → モ400形モ401 - 410
モ103形モ103 - 104・106 - 109 → モ400形411 - 416
モ208形モ208 - 210 → モ400形417 - 419
モ211形モ211 - 215 → モ400形420 - 424

## 改番・改造(モ400形の改番から1969年の昇圧まで)
モ400形への改番と同時期にモ420 - 424は制御器をMKに変更している。また非常直通ブレーキについては1950年後ごろまでにA動作弁によるA自動空気ブレーキに改造している。制御器についても1956年から1961年にかけて、従来のMKから日立製のMMC-L20・LU20・LU20A・LU20Bに交換した。この制御器の改造済車については車両番号の下に白線を引き区別している。なお、最後に改造された8両(407 - 420・417 - 408・421 - 422・423 - 424)についてはこの際に2両固定編成とされた。また1956年にはモ420 - 424について全車片運転台化され、奇数車が奈良側・偶数車が大阪側に運転台を持つ片運転台車となった。1958年にはモ401・402に存在したトラス棒が撤去され、また1959年から1961年にはモ401・402・404・405・406・408に車体更新が行われ正面窓がHゴムとなった。1961年にはモ417が片運転台化され運転台があった場所には固定窓が設置されたが、座席の増設は行われていない。またモ420 - 22については車体更新が行われ、この時トラス棒が撤去されている。また時期は不明ながら1969年5月時点で台車を全車ともKS-33Eに交換している。
1964年から1966年には、405・406・409 - 419が最終ステップ確認表示灯回路新設などの工事を行い、生駒線専用となった。

## 昇圧に伴う改番
1969年の昇圧では本形式は新400系・600系に再編されることとなった。それにより全車が制御車に改造の上、以下のように改番された。
モ400形モ402・408 → ク300形ク310・311
モ400形モ404 - 406・412・415・417 - 419・414・401・420 - 424 →ク550形ク555 - 562・564 - 570
なお上記の改造から漏れた7両は廃車となっている。

## 運用・廃車
当初より奈良線系統で使用された。デボ308・311・312については1937年にお召車として使用されている。運転日は11月11日であり、運転区間は神武御陵前(現:畝傍御陵前) - 天理と二階堂 - 上本町であった。この時は308+312+311で組成され、312が御料車として利用された。
モ105については事故により1947年に廃車、モ305・306の2両は花園事故により1948年に廃車となった。
1966年に生駒線用となった405・406・409 - 419については、単行または2両編成を組み使用されていた。
1969年の昇圧時には、モ403・407・409 - 411・413・416の7両が廃車となった。
昇圧後は400系が生駒線・田原本線で、600系が京都線・橿原線・天理線にて使用されたが、600系になったク550形・モ650形が1971 - 1975年に、400系になったク300形は1976年に廃車となった。